# فيضة السعود
فيضة السعود هي فيضة، في ناحية الشبكة بقضاء النجف بمحافظة النجف، بالبادية العراقية، جنوب غرب العراق، أرضها سبخة، مساحتها تسعمئة متر مربع، ارتفاعها 305 أمتار فوق سطح البحر، عمقها 6 أمتار.